# Śnieżyca letnia
Śnieżyca letnia (Leucojum aestivum L.) – gatunek rośliny z rodziny amarylkowatych, bylina.

## Rozmieszczenie i środowisko
Pierwotnie występowała w południowej Europie i w Azji Mniejszej. Została introdukowana i jest zadomowiona w środkowej Europie, w Wielkiej Brytanii i Irlandii. W Polsce w warunkach naturalnych nie występuje.
Rośnie na mokrych lub wilgotnych łąkach, nad rowami i w łęgach, do wysokości 1300 m n.p.m.

## Morfologia i biologia

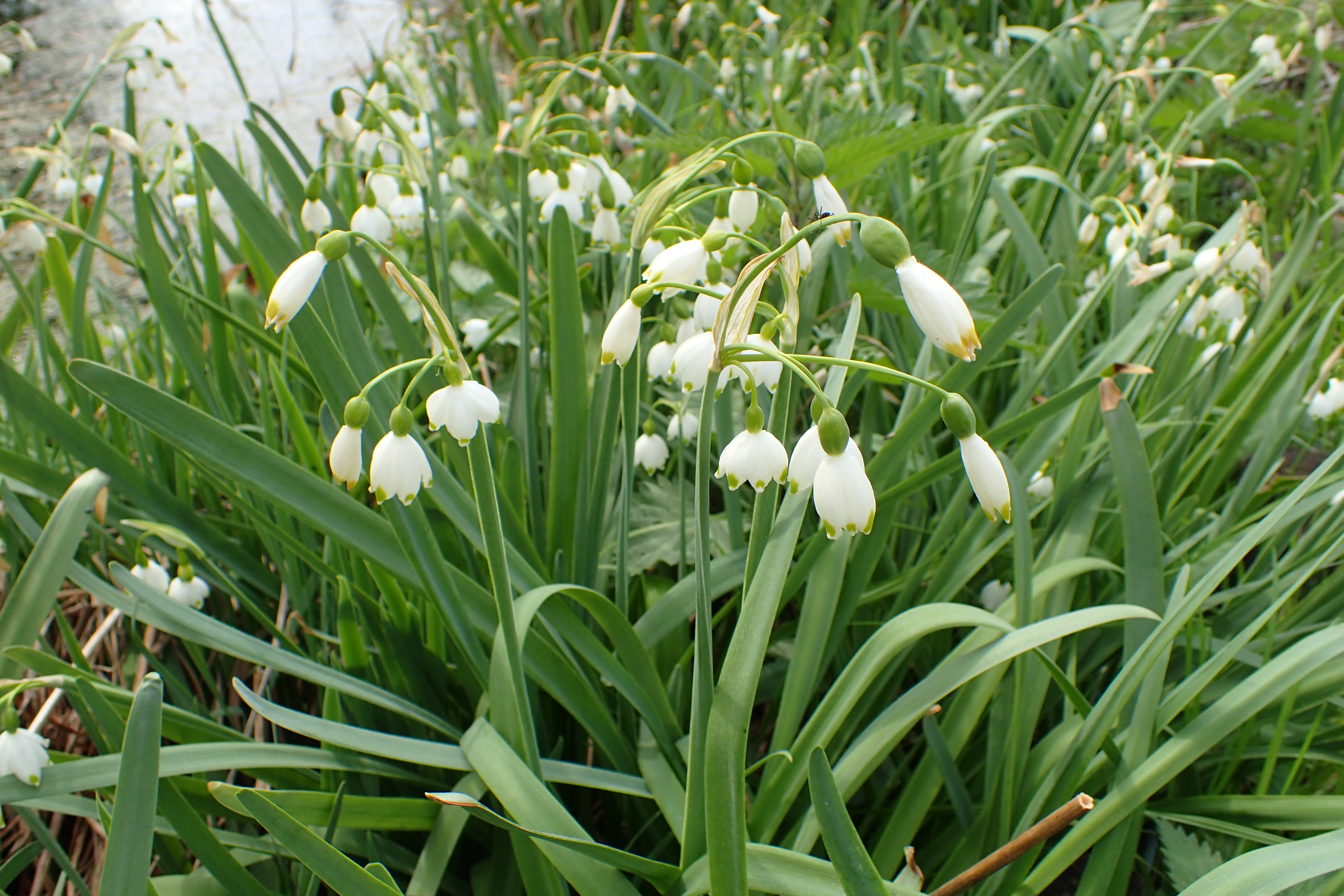
Pokrój

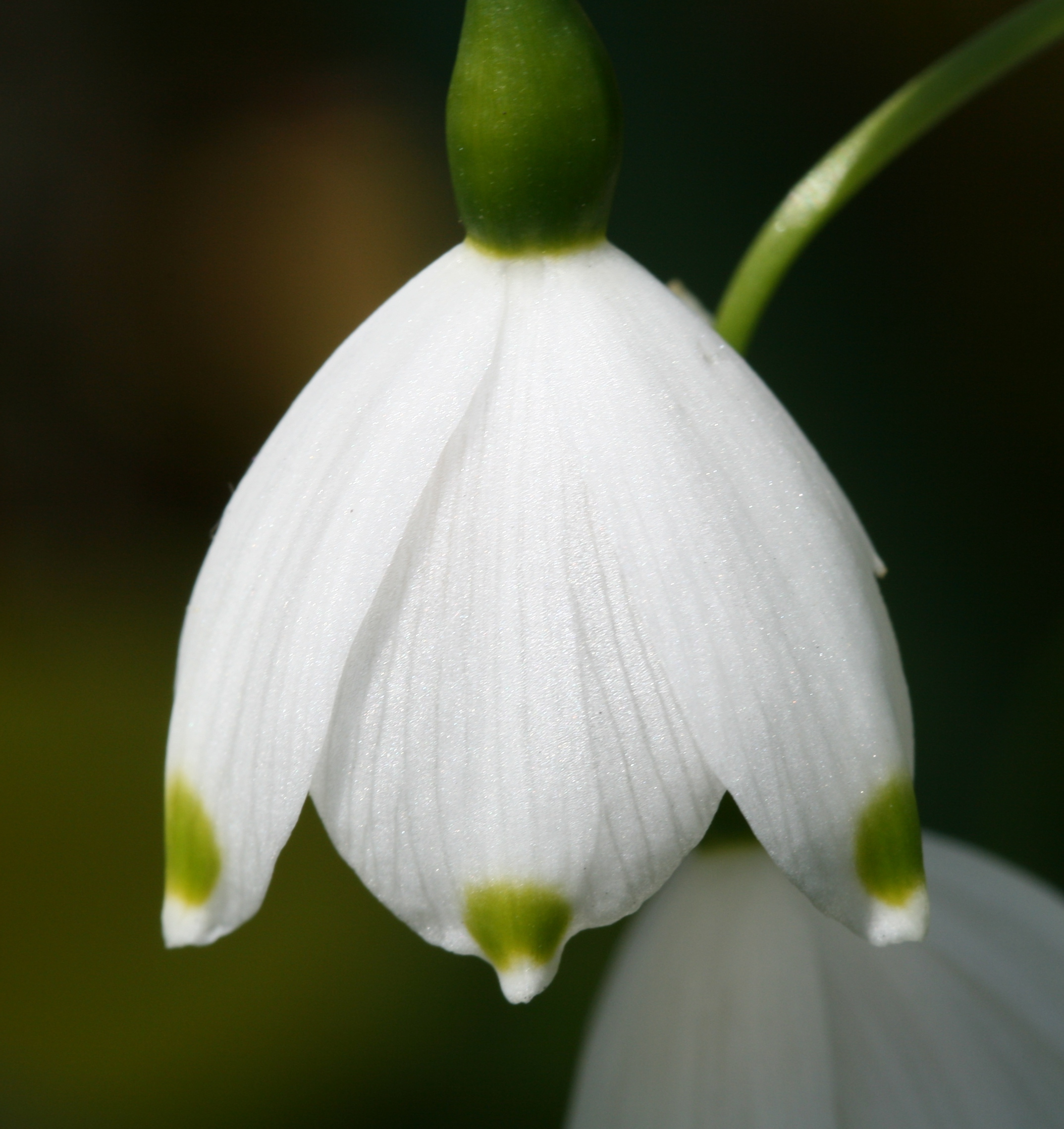
Kwiat

PokrójŁodyga wzniesiona, bezlistna, wysokości od 35 do 60 cm.
LiścieOdziomkowe, szerokolancetowate o szerokości ok. 1 cm, jasnozielone
KwiatyBiałe z żółtą plamką na szczycie, długości 1-1,5 cm, na niejednakowej długości szypułkach, po 3 – 7 na jednej łodydze. Kwitną w okresie od kwietnia do maja.
Cechy fitochemiczneroślina lekko trująca.
Gatunek podobnyŚnieżyca wiosenna – jest od niej dwukrotnie wyższa, ma mniejsze kwiaty i większą liczbę kwiatów na jednej łodydze.